# Wide Bay Highway
Der Wide Bay Highway ist eine Fernstraße im Südosten des australischen Bundesstaates Queensland. Er verbindet den Bruce Highway (NA1) nordwestlich von Gympie mit dem Burnett Highway (A3) in Goomeri.
Der als Staatsstraße 49 ausgezeichnete Highway stellt die Fortsetzung des Bunya Highway (S49) nach Ost-Nordosten dar. Er ist nach der Wide Bay, einer Meeresbucht bei der der Ostküste Australiens vorgelagerten Fraser-Insel, benannt.